# きかんしゃトーマス トーマスのはじめて物語
『きかんしゃトーマス トーマスのはじめて物語』（きかんしゃトーマス トーマスのはじめてものがたり）は、『きかんしゃトーマス』の長編シリーズ10作目の作品である。原作「汽車のえほん」の出版70周年を記念したビデオスルー作品として製作された。

## 概要
「きかんしゃトーマス」のフル3DCG製作による長編としては7作目にあたる。トーマスがソドー島に来島し、鉄道や島の仲間達に馴染んでいくまでの過程を描いた、外伝にあたる約45分ほどの長編作品となる。内容は原作第1巻と第2巻及び模型が使用されたテレビシリーズ第1シリーズに基づいており、当時は反映されなかった劇中設定も利用されている。
2015年3月3日に米国のウォルマートで、同年7月27日に英国のアズダにてDVDが限定発売された。

## 日本での公開
2015年12月16日にDVDが発売、2016年3月13日にNHK教育テレビジョンにて放送された。
関連製品として、タカラトミーをはじめ各社より本作に登場する緑色のトーマスや黒いジェームスの玩具が販売された。
リリース5周年（原作出版75周年）となる2020年には、大井川鐵道のきかんしゃトーマス号が本作に基づいた緑色に塗装される予定だったが、新型コロナウイルス感染症（COVID-19）流行に伴い延期され、2021年に運行された。

## あらすじ
昔、ソドー島を走るノース・ウェスタン鉄道には、エドワードやゴードンなどの大きな機関車たちが働いていた。ある日、島に緑色の小さなタンク機関車トーマスがやってきた。トーマスは鉄道の重役トップハム・ハット卿にナップフォード駅での入れ替えを命じられるが、慣れない仕事にトーマスは失敗を繰り返す。様々な経験を経てトーマスは成長していくが、仲間のジェームスが貨車に押されて暴走する様子を目撃し、救援に向かうこととなる。

## キャスト
| 役名                 | 英国版声優                 | 米国版声優                 | 日本語吹き替え |
| -------------------- | -------------------------- | -------------------------- | -------------- |
| トーマス             | ジョン・ハスラー           | ジョセフ・メイ             | 比嘉久美子     |
| エドワード           | キース・ウィッカム         | ウィリアム・ホープ         | 佐々木望       |
| ヘンリー             | キース・ウィッカム         | ケリー・シェイル           | 金丸淳一       |
| ゴードン             | キース・ウィッカム         | ケリー・シェイル           | 三宅健太       |
| ジェームス           | キース・ウィッカム         | ロブ・ラックストロー       | 江原正士       |
| トップハム・ハット卿 | キース・ウィッカム         | キース・ウィッカム         | 田中完         |
| 機関士               | キース・ウィッカム         | キース・ウィッカム         | 祐仙勇         |
| グリン               | キース・ウィッカム         | キース・ウィッカム         | 金光宣明       |
| アニーとクララベル   | テレサ・ギャラガー         | テレサ・ギャラガー         | 吉岡さくら     |
| 駅アナウンス         | テレサ・ギャラガー         | テレサ・ギャラガー         | 瀧本光里       |
| ジュディ             | テレサ・ギャラガー         | テレサ・ギャラガー         | 大井麻利衣     |
| ジェローム           | ティム・ウィットノール     | ティム・ウィットノール     | 秋吉徹         |
| いたずら貨車         | クリストファー・ラグランド | クリストファー・ラグランド | 田所陽向       |
| いたずら貨車         | クリストファー・ラグランド | クリストファー・ラグランド | 中井正則       |
| いたずら貨車         | クリストファー・ラグランド | クリストファー・ラグランド | 新田杏樹       |

## トリビア
- トップハム・ハット卿とトーマスたちの「ソドー鉄道」が、初めて正式名称の「ノース・ウェスタン鉄道（North Western Railway, 北西部鉄道）」として言及された。
- 原作の時系列上、パーシーやディーゼル機関車が登場しない唯一の長編作品である[1]。
- トーマスの来島時のボディカラーは、オードリー牧師がクリストファーに与えたおもちゃのトーマスに因んでいる。
- トーマスの出自と来島時のデザインは、彼の設定上の形式であるロンドン・ブライトン・アンド・サウス・コースト鉄道のE2型が実際に纏っていたものに基づいている。[2]
- トーマスの背中の赤いラインが、第3シーズン以来に復活した。
- シリーズにおけるトーマスの初台詞「Wake up lazy bones!（＝起きろよ怠け者！）」は今作以降彼の口癖となった。
- クラシックシリーズの楽曲「Really useful engine（やくにたつきかんしゃ）」[3]「Troublesome tracks!（やっかいなかしゃたち!）」[4]がロバート・ハーツホーンの編曲を経て、挿入歌として使われている。
- 挿入歌に加え、多くのクラシックシリーズにおける劇伴も編曲して使用された。そのため、初代の劇伴担当であるマイク・オドネルとジュニア・キャンベルもエンディングにクレジットされている。
- 救援列車に人格が与えられ、クレーン車の「ジュディ」と「ジェローム」というキャラクターになった。
- 原作の各設定集でしか言及されなかったコーヒーポット機関車が登場した。
- ナップフォード駅が、第18シリーズ以降の複雑なポイントレールを伴って登場している。
- シリーズ初代オープニングに登場するファーカー駅が、CGシリーズにおいて初登場した[5]。
- 今作より、英・米国版では、各キャラクターの声優に以下の変更が加えられた。

英国版
トーマス　ベン・スモール→ジョン・ハスラー
米国版
トーマス　マーティン・シャーマン→ジョセフ・メイ
ジェームス　ケリー・シェイル→ロブ・ラックストロー
トップハム・ハット卿　ケリー・シェイル→キース・ウィッカム

## 原作との相違点
- TV版のジェームスは当初から赤い塗装だが、この作品では原作に合わせて黒になっている。
- ヘンリーは過去作においてトーマスの来島後に改造を受けていたが、本作では既に改造後の姿となっている。また原作準拠であったジェームスと異なり、塗装が塗り替えられていない。
- 原作第2巻になかったトーマスと各仲間の初めて出会うシーンが追加された。なお原作設定では車体番号＝来島順となっているが、本作では古い機関車の置き換えに伴っていることが示唆されている。
- 過去作では曖昧であったトーマスの見切り発車の理由が明確化されている。
- ヘンリーの心配性な性格が、過去作と比べかなり強調されている。